# 三森站 (泰国)
三森站位於泰國首都曼谷的律實縣之三森區的甘烹碧五街，介乎碩詩麗路與那空猜是路之路段，它服務北線，川行至清邁。

## 概要
- 1896年：三森站最初随北线曼谷——大城区间的贯通而启用[1]。

## 车站结构

### 站线配置
| 地面 | 售票处、候车区                 |
| 地面 | 侧式站台                       |
| 地面 | 北线、东北线往曼谷方向         |
| 地面 | 北线、东北线往清迈、塔纳楞方向 |
| 地面 | 侧式站台                       |
| 地面 | 售票处、候车区                 |

## 接驳交通

### 曼谷公交
- 9路：Mo Chit 2-Phasi Charoen Pier
- 空调9路：Chatuchak-Kalapraphruek Road
- 125路：Sam Sen Station-Salaya

## 外部連結
- 泰國國家鐵路局的官方網頁：（泰文或英文）
- 2008年8月拍攝蒸氣火車經過三森車站的情況
- 2008年8月拍攝內燃機火車經過三森車站的情況
- 三森車站的鳥瞰圖（页面存档备份，存于）